# Zoe Kazan
Zoe Swicord Kazan (* 9. září 1983 Los Angeles, Kalifornie) je americká herečka, scenáristka a dramatička.

## Životopis
Je dcerou scenáristů Robin Swicord a Nicholase Kazana (syn dramatičky Molly Kazan a režiséra Elie Kazana). V roce 2005 vystudovala Yale University. Roku 2003 se poprvé představila ve snímku Swordswallowers and Thin Men, pravidelně začala hrát ve filmu o čtyři roky později. Objevila se například v celovečerních snímcích Divoši (2007), Okamžik zlomu (2007), V údolí Elah (2007), Nouzový východ (2008), Soukromé životy Pippy Lee (2009), Nějak se to komplikuje (2009), Bezvadíkyještěprosím (2010) či In Your Eyes (2014).
Je autorkou scénáře filmu Ruby Sparks (2012), kde rovněž ztvárnila jednu z hlavních rolí. V televizi měla epizodní roli v seriálu Medium (2007), ve vedlejší roli působila v seriálu Znuděný k smrti (2010) a zahrála si v minisérii Olive Kitteridgeová (2014). Od roku 2006 také profesionálně hraje v divadle, přičemž o dva roky později debutovala na Broadwayi v inscenaci Come Back, Little Sheba od Williama Ingea. Sama je autorkou hry Absalom, která měla premiéru v roce 2009 v Louisville.

## Filmografie

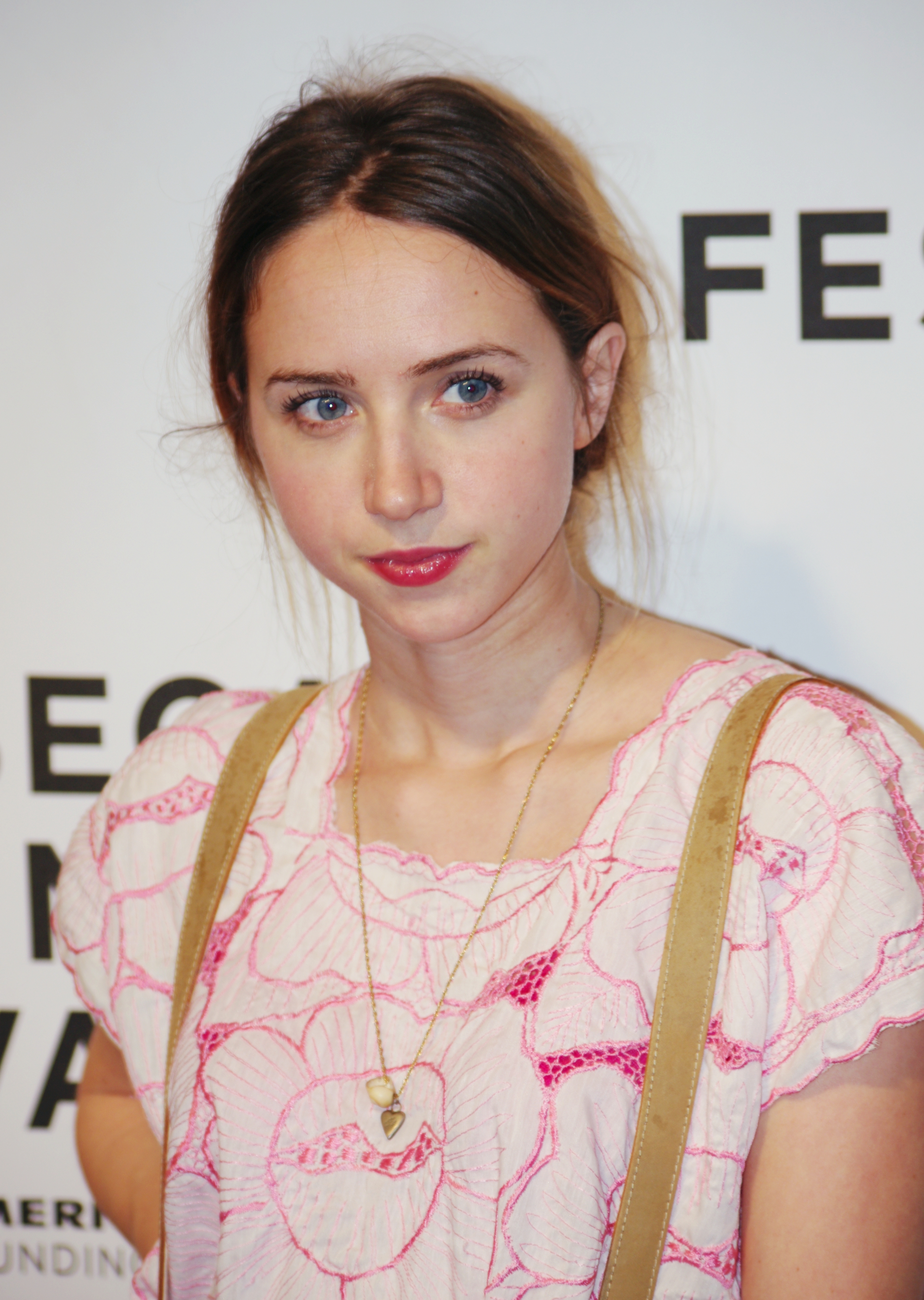
Kazan v roce 2011 na Filmovém festivalu Tribeca

| Rok  | Název                        | Role             | Poznámky                               |
| ---- | ---------------------------- | ---------------- | -------------------------------------- |
| 2003 | Swordswallowers and Thin Men | Samantha         |                                        |
| 2007 | Divoši                       | studentka        |                                        |
| 2007 | Okamžik zlomu                | Mona             |                                        |
| 2007 | V údolí Elah                 | Angie            |                                        |
| 2008 | Srpen před bouří             | Gal Employee     |                                        |
| 2008 | Já a Orson Welles            | Gretta Adler     |                                        |
| 2008 | Nouzový východ               | Maureen Grube    |                                        |
| 2009 | The Exploding Girl           | Ivy              |                                        |
| 2009 | Soukromé životy Pippy Lee    | Grace Lee        |                                        |
| 2009 | Nenávidím Den Sv. Valentýna  | Tammy Greenwood  |                                        |
| 2009 | Nějak se to komplikuje       | Gabby Adler      |                                        |
| 2010 | Bezvadíkyještěprosím         | Mary Catherine   |                                        |
| 2010 | Zkratkou v Oregonu           | Millie Gately    |                                        |
| 2012 | Ruby Sparks                  | Ruby             | také scenáristka a výkonná producentka |
| 2013 | Some Girl(s)                 | Reggie           |                                        |
| 2013 | Život mé sestry              | Laurel/Audrey    |                                        |
| 2013 | The F Word                   | Chantry          |                                        |
| 2014 | In Your Eyes                 | Rebecca Porter   |                                        |
| 2015 | Vítězství je naše            | LeBlanc          |                                        |
| 2016 | Můj slepý bratr              | Francie          |                                        |
| 2016 | The Monster                  | Kathy            |                                        |
| 2017 | Pěkně blbě                   | Emily Gardner    |                                        |
| 2018 | Wildlife                     | —                | scenáristka a výkonná producentka      |
| 2018 | Balada o Busteru Scruggsovi  | Alice Longabaugh |                                        |
| 2019 | Průvodce přežití v New Yorku | Clara            |                                        |
| 2021 | Kryptozoo                    | Magdalene        | dabing                                 |
| 2022 | Když promluvila              | Jodi Kantor      |                                        |